# JBIG
JBIG（ジェイビグ）は、二値画像の初期の可逆圧縮規格である。

## 概要
JPEGを制定したJoint Photographic Experts GroupのサブグループであるJoint Bi-level Image Experts Groupが開発し、1993年3月に国際規格ISO/IEC 11544およびITU-T勧告T.82として標準化された。ファックスで広く実装されている。より新しい二値画像圧縮標準JBIG2が開発されたため、区別のためにJBIG1とも呼ばれる。
JBIGは二値画像の圧縮、特にFAX向けに設計されているが、他の画像でも使用できる。ほとんどの状況で、JBIGはFAX Group 4標準よりも圧縮効率が20%から50%向上するが、状況によっては30倍の改善が得られる。
JBIGは、IBMが開発したQコーダ(Q-coder)とばれる算術符号方式に基づいており、これに三菱電機が開発した比較的小さな改善を加えているため、QMコーダ(QM-coder)として知られるようになった。これは、各符号化ビットの確率推定値を、前のビットの値および画像の前の行の値に基づいている。JBIGはプログレッシブ転送にも対応している。プログレッシブ転送では、通常、ビットレートのオーバーヘッドがわずかに（約5%）発生する。

## 特許
JBIG1実装に関してIBM、三菱電機、AT&Tの3社の特許を使用しており、これがオープンソースソフトウェアに広く実装されることの妨げとなっていた。2012年現在、一般的に使用されているWebブラウザのどれもJBIGに対応していない。カナダとオーストラリアで2011年2月25日に、米国で2012年4月4日に三菱電機の特許が満了し、以来、JBIG1に関する特許は存在しない。